# USS Duluth (CL-87)
USS Duluth (CL-87) był amerykańskim krążownikiem lekkim typu Cleveland. Był pierwszym okrętem US Navy noszącym tę nazwę.
Krążownik został zwodowany 13 stycznia 1944 w stoczni Newport News Shipbuilding w Portsmouth w stanie Wirginia. Matką chrzestną była żona burmistrza miasta Duluth (Minnesota). Okręt wszedł do służby 18 września 1944, pierwszym dowódcą został komandor D.R. Osborn Jr.
Od 14 grudnia 1944 do 2 marca 1945 „Duluth” służył jako jednostka szkoleniowa w Newport. Po krótkim przeglądzie w Norfolk krążownik wypłynął 8 maja by dołączyć do 5 Floty i spotkać się z szybkimi lotniskowcami 27 maja. Jednostka odniosła dość znaczne uszkodzenia strukturalne dziobu podczas tajfunu napotkanego 5 czerwca, co zmusiło ją do powrotu na Guam celem naprawy. 21 lipca „Duluth” wrócił jednak do TF 38 by osłaniać okręty lotnicze przeprowadzające ataki na japońskie wyspy macierzyste. Tak doczekał do końca wojny.
Od 24 sierpnia 1945 do momentu wejścia do Zatoki Tokijskiej 16 września krążownik operował z TF 38, który zapewniał nasłuch radarowy i osłonę myśliwską (ang. CAP) samolotom transportowym przewożącym siły okupacyjne do Japonii. 1 października „Duluth” odpłynął do USA i dotarł do Seattle 19 października na obchody Navy Day.
Bazując w San Pedro „Duluth” odbył turę przydziału służbowego na Dalekim Wschodzie pomiędzy 3 stycznia a 27 września 1946. 24 lutego 1947 popłynął do Pearl Harbor na przedłużoną wizytę. Pomiędzy majem a lipcem odwiedzał Melbourne i Sydney, Truk, Guam i Manilę. Służył ponownie na Dalekim Wschodzie, patrolując chińskie wybrzeże, pomiędzy 22 września 1947 i 19 maja 1948. Wtedy wrócił do nowego portu macierzystego w Long Beach. Odbył rejs szkoleniowy z członkami TC do Kolumbii Brytyjskiej w lecie 1948. W lutym 1949 dołączył do operacji arktycznych prowadzonych w pobliżu Kodiak na Alasce. Został wycofany ze służby do rezerwy 25 czerwca 1949 i sprzedany na złom 14 listopada 1960.

## Odznaczenia
„Duluth” otrzymał dwa odznaczenia battle star za służbę w czasie II wojny światowej.